# Royal Mint
La Royal Mint (Zecca Reale) è l'organismo autorizzato a coniare le monete nel Regno Unito. La zecca è nata oltre 1100 anni fa, ma dal 2010 opera come Royal Mint Ltd, una società al 100% di proprietà del HM Treasury, anche se quest'ultimo delega le responsabilità di azionista allo Shareholder Executive.
La Royal Mint Ltd ha un contratto in esclusiva con il ministero del tesoro britannico per la fornitura di tutte le monete per il Regno Unito 
Oltre a coniare monete per il Regno Unito essa le esporta verso molti altri paesi, inoltre produce medaglie militari, commemorative e articoli simili per governi, scuole e imprese, come zecca esportatrice è riconosciuta leader a livello mondiale.
La Royal Mint nel 1968 ha cominciato a spostare le sue attività da Tower Hill a Londra verso il Galles del Sud a Llantrisant che dal 1980 è l'unico sito dove opera,
su un'area di 38 acri (15,38 ha) impiegando 813 persone.
A Llantrisant essa ospita una vasta collezione di monete risalenti dal XVI secolo, custodita in ottanta armadi realizzati da Hugh Swann, mobiliere di Elisabetta II.
La responsabilità per la sicurezza del sito ricade sulla Ministry of Defence Police, che provvede con un contingente armato.
All'annuale Trial of the Pyx vengono verificate le dimensioni il peso e la composizione chimica delle monete prodotte per il governo del Regno Unito.

## Storia

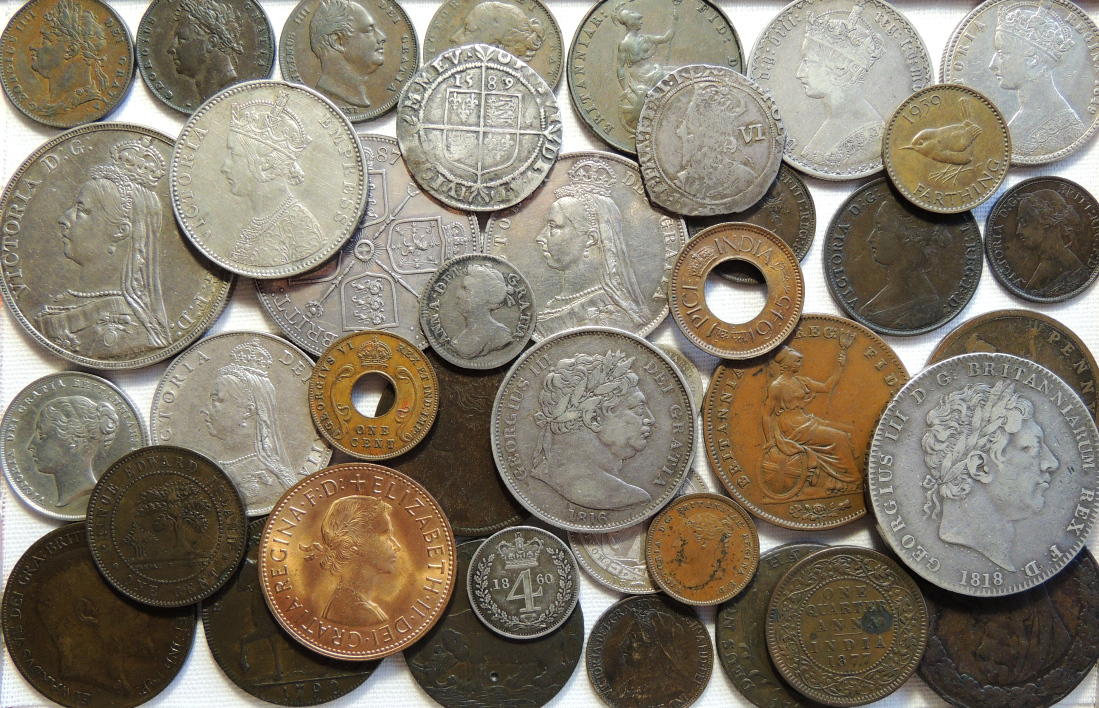
Monete di diversi anni realizzate presso la Royal Mint

La London Mint divenne un'istituzione autonoma nell'886 durante il regno di Alfredo il Grande, ma era solo una delle tante zecche del regno. 
Nel 1279 si trasferì alla Torre di Londra dove rimase per i successivi 500 anni.
Ottenne il monopolio sulla produzione di monete del regno nel XVI secolo.  
Sir Isaac Newton nel 1696 assunse la carica di Warden of the Mint, responsabile delle indagini sui casi di contraffazione e successivamente, dal 1699 fino alla morte nel 1727, ricoprì la carica di Master of the Royal Mint;
nel 1717 passò ufficiosamente al sistema aureo dal silver standard.
All'epoca dell'arrivo di Newton, la Zecca era stata ampliata occupando diversi edifici di legno traballante attorno alla Torre.
Nel XVII secolo i processi per battere moneta furono meccanizzati con l'installazione di laminatoi e presse.
I nuovi macchinari e la domanda di spazio nella Torre di Londra che seguì lo scoppio della guerra con la Francia portarono alla decisione di spostare la Zecca in un sito adiacente, a East Smithfield.
Il nuovo edificio, progettato da James Johnson e Robert Smirke, fu completato nel 1809 e disponeva di spazio per i nuovi macchinari e per i funzionari e il personale della Zecca.
L'edificio fu ricostruito negli anni 1880 per ospitare nuovi macchinari, che aumentarono la produzione della Zecca.
Con il cambiare della tecnologia, l'introduzione dell'energia elettrica e la crescita della domanda il processo di ricostruzione continuò così che negli anni 1960 era rimasto poco della zecca originale, ad eccezione di parti dell'edificio di Smirke del 1809 e la guardiola nella parte anteriore.
Durante la seconda guerra mondiale, il Royal Mint fu colpita in diverse occasioni dai bombardamenti tedeschi e una volta rimase fuori uso per tre settimane.